# Ailurops melanotis
Espèce
Statut de conservation UICN

 CR B1ab(iii,v) : 
En danger critique
Ailurops melanotis est une espèce de marsupiaux de la famille des Phalangeridae.

## Distribution
Cette espèce est endémique d'Indonésie. On ne la rencontre que sur l'île de Salibabu (id) dans les îles Talaud dans le nord de l'archipel de Sulawesi.
Son habitat naturel est les forêts sèches subtropicales ou tropicales.

## Menaces et conservation
Ailurops melanotis est classé par la liste rouge de l'UICN comme étant en danger critique d'extinction. Le nombre d'individus n'est pas connu, mais l'espèce est rare et en déclin. Elle est menacée par la chasse ainsi que la perte de son habitat.